# Freespire
Freespire är ett community-drivet Debian-baserat Linux.
Freespire kombinerar gratis open source-mjukvara med patentskyddade codecs, drivrutiner och program.
Precis som Linspire så använder sig även Freespire av CNR.
Freespire sponsras av Linspire.

## Releaser
| Version                       | Release-datum   | Anteckningar                                                                                                  |
| ----------------------------- | --------------- | --- |
| 1.0 Beta 1 (0.69)             | 12 juli 2006    | Första beta releasen                                                                                          |
| 1.0 Beta 2 (0.76)             | 20 juli 2006    | Andra beta releasen                                                                                           |
| 1.0 Release Candidate (1.0.2) | 28 juli 2006    | Release kandidat                                                                                              |
| 1.0 (1.0.13)                  | 4 augusti 2006  | Officiell release baserad på Debian, Linux kärna 2.6.14, och KDE 3.3.2                                        |
| 2.0 Beta (1.3.52)             | 26 juni 2007    | Första 2.0 Beta                                                                                               |
| 2.0 RC (1.9.0)                | 10 juli 2007    | Release kandidat                                                                                              |
| 2.0                           | 7 augusti, 2007 | Officiell release baserad på Ubuntu 7.04, Linux kärna 2.6.20, och KDE 3.5.6. med förinstallerat CNR 7 plug-in |